# Кеннеди, Алисон
Алисон Кеннеди (Элисон Кеннеди; англ. Alyson Kennedy; р. 11 июня 1950, Индианаполис, США) — североамериканский политический и профсоюзный деятель, член Социалистической рабочей партии (СРП), кандидат на пост президента США от СРП на президентских выборах 2016 года.

## Биография
Уроженка Индианаполиса из рабочего класса, Алисон начала участвовать в социалистическом движении США в Луисвилле (штат Кентукки). Работала на угольных шахтах в Алабаме, Колорадо, Юте и Западной Вирджинии. В 1977 была выдвинута СРП на пост мэра Кливленда (штат Огайо), вступив в борьбу с действующим на тот момент мэром от Республиканской партии Ральфом Перком, собрала 1225 голосов и проиграла представителю левого крыла Демократической партии Дэннису Кусиничу.
В 1981 вступила в профсоюз Объединение горнорабочих Америки, в 2004 году стала одним из лидеров забастовки в штате Юта, за что подверглась судебному преследованию. В 2000 выдвинулась в Сенат США в качестве «вписанного кандидата» на выборах, последовавших за смертью кандидата и экс-губернатор штата Миссури Мела Карнахана. В настоящее время работает швеёй.
На Президентских выборах 2008 года была выдвинута кандидатом от СРП на пост вице-президента США (кандидат на пост президента — Роджер Калеро, а в некоторых штатах — Джеймс Харрис, поскольку Калеро имел лишь грин-карту, но не гражданства США); в своей кампании Калеро и Кеннеди уделяла особое внимание голосам молодых избирателей. В итоге список Калеро/Кеннеди получил 5127 голосов, а Харрис/Кеннеди — 2424 голоса.
12 февраля 2016 Кеннеди была выдвинута на пост президента США от Социалистической рабочей партии (на пост вице-президента был выдвинут Осборн Харт). Кеннеди стала второй женщиной, выдвинутой СРП на президентский пост (первой была Линда Йенссен в 1972 году). Кеннеди баллотировалась в семи штатах: Юта, Луизиана, Колорадо, Миннесота, Теннеси, Вашингтон и Нью-Джерси.
В 2019 году баллотировалась в мэры Далласа. Она набрала 469 голосов и заняла последнее место.
В 2020 году СРП вновь выдвинула её кандидатом в президенты (на пост вице-президента был выдвинут Малькольм Джаретт).